# 絎台

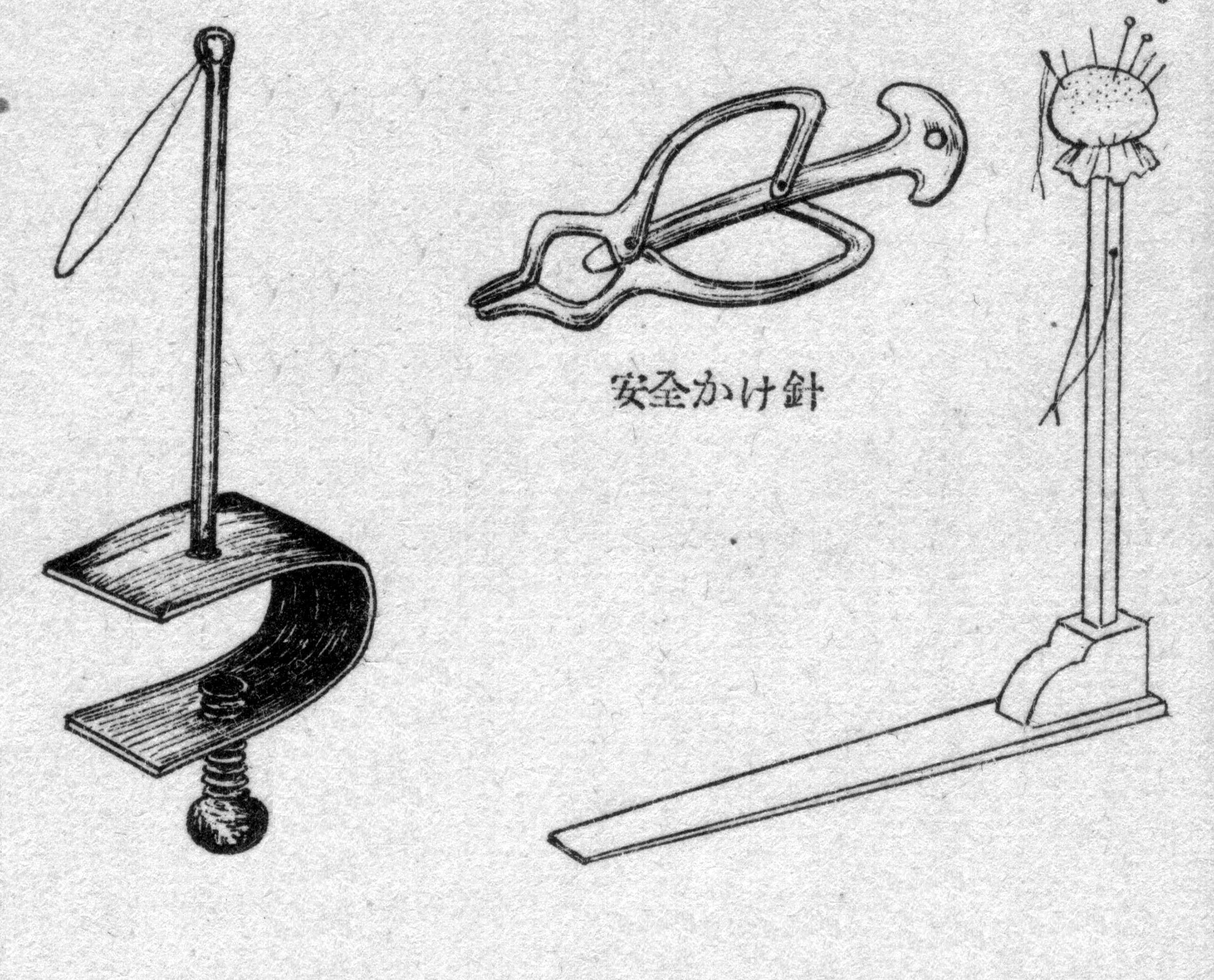
絎台。左はテーブルに取り付けて使用する

絎台（くけだい）は、裁縫で用布を絎（く）けるとき、用布がたるまないよう一方を張ることに用いる道具。かつては各家庭にふつうに見ることができたが、家庭内で裁縫をすることが少なくなってからは見かけることも少ない。なお、漢字の「絎」は「へり」や「ぬう」の意味を持つ。

## 構造
全体は2本の木製部品を組み合わせたL字型をしている。台座となるL字型の底辺部品は板状で、その一端から棒状の柱が垂直に伸びる。台座、柱ともに長さは概ね数10cm程度である。柱の頂部は針刺し（ピンクッション）が載せられるよう皿状になっているか、簡易なものでは綿と布で作られたタンポ状の針刺しが直接作り付けられている。皿状もしくはタンポ状の下あたりから絎糸が伸び、その先に安全かけ針（懸吊器（けんちょうき）、ひっぱり器）が付けられている。

## 使い方
台座を正座した両すねの下に入れ、動かぬように体重で押さえる。座布団を用いる場合は床と座布団の間に台座を差し入れることになる。右利きの場合、右腿の外側に柱が直立するよう位置を決める。安全かけ針で用布の右を挟み固定し、用布の左を左手で掴み引くことで、片手で用布を張ることができる。右手は針を持ち用布を絎ける。